# Listă alfabetică a limbajelor de programare
O listă de limbaje de programare este alcătuită din cele mai cunoscute limbaje de programare care există în prezent sau care au existat de la începutul erei computerelor. 
Această listă de limbaje de programare este una alfabetică. Altele sînt ordonate după alte criterii, după cum urmează: 
1. După categorie
2. Cronologică
3. După generație

## 0-9
- 20-GATE
- 473L Query
- 51forth

## A
- A+
- A++
- A#
- A-0
- ABAP
- ABC
- ABC ALGOL
- ABLE
- ABSET
- ABSYS
- ACC
- Accent
- ATOLL - Acceptance, Test Or Launch Language
- Action
- ACS
- ActionScript
- Actor
- Ada
- ADMINS - Automated Data Methods for Information Naming Systems
- ADS/Online
- Aleph
- Alan
- Aldor
- Alef
- Algae
- ALGO
- ALGOL
- Alphard
- AmigaE
- AMPL
- ApeScript
- APL
- AppleScript
- Aptra
- AREXX - Versiunea Amiga a limbajului de scripting REXX
- Argos
- ARS++
- ASP (actually a runtime)
- ASN.1
- AspectJ
- Limbaj de asamblare
- ATLAS
- Atlas Autocode
- Aubit-4GL
- Autocoder
- AutoIt
- AutoLISP
- Averest
- AWK - și derivatele gawk, mawk, nawk
- Axiom
- Axiom-XL

## B
- B
- Babbage
- BACI
- Bali
- BASIC
- bc
- BCPL
- BeanShell
- Bertrand
- BETA
- Bigwig
- Bistro
- BLISS
- Blitz Basic
- Blue
- Bourne shell (sh)
- Bourne-Again shell (bash)
- BPEL - Business Process Execution Language
- Brainfuck
- BUGSYS
- BuildProfessional

## C
- C
- C--
- C-script
- C++
- C#
- C shell (csh)
- Caché ObjectScript
- Caml
- Cayenne
- CeeBot
- Cecil
- Cesil
- Cg
- CHAIN
- Charity
- CHILL
- ChucK
- Cilk
- Clarion
- Clipper
- CLIPS
- CLIST
- Clojure
- CLOS
- CLU
- CMS-2
- Cobol
  - CobolScript
- CODE
- ColdFusion
- COMAL
- Limbajul de programare CIL
- Common Lisp
- Component Pascal
- COMIT
- Concurrent Clean
- Constraint Handling Rules
- CORAL66
- Corn
- CorVision
- COWSEL
- Limbajul de programare CPL
- Limbajul de programare CSP
- CSS
- Chrome programming language
- Cue
- Curl
- Curry
- Cyclone

## D
- D
- DASL
- Databus
- Dark Basic
- Dataflex
- Datalog
- dBASE
- dc
- DCL
- Dialog Manager
- DIBOL
- Dylan

## E
- E
- Ease
- Easy PL/I
- eDeveloper
- Edinburgh IMP
- Eiffel
- Elan
- elastiC
- Elf
- Emacs Lisp
- EGL
- Epigram
- Erlang
- Escapade
- Esterel
- Euclid
- Euphoria
- Euler
- EXEC
  - EXEC2

## F
- F
- F#
- Factor
- Felix
- Ferite
- Fjölnir
- FL
- Flex
- FLOW-MATIC
- FOCAL
- FOCUS
- FOIL
- FORMAC
- Forth
- Fortran
- Fortress
- FP
- Franz Lisp
- Frink
- Frontier

## G
- G
- GAMS
- GML
- Gclisp
- Gema
- GEMBASE
- GENIE
- GJ
- Godiva
- Golang
- Gödel
- GPSS
- Green - Prototip pentru Ada
- Groovy

## H
- HAL/S - Limbaj de programare în timp real pentru industria aerospațială
- HAScript
- Haskell
- Heron
- Limbaj de asamblare de nivel înalt (HLA)
- Hugo
- HyperTalk
- HTML - un limbaj de marcare
- HTML/OS

## I
- Limbajul de programare ICI
- Icon
- Limbajul de programare IDL
- IMP
- Inform
- Information Processing Language (IPL)
- Informix-4GL
- Io

## J
- J
- JADE
- Jal
- Janus
- Java
- JavaScript
- JCL
- Join Java
- JOSS
- Joule
- JOVIAL
- Joy
- JSP
- JScript
- Jython

## K
- K
- Kid
- Kiev
- Kogut
- Kotlin
- KRYPTON

## L
- LabVIEW
- Lagoona
- LaTeX
- Lava
- Leda
- Leopard
- Lexico
- Lfyre
- Limbo
- Limnor
- LINC
- Lingo
- LISP
- Logo
- LPC
- LSE
- Lua
- Lucid
- Lush
- Lustre
- LYaPAS

## M
- M4
- Macro-11
- MAD
- MADCAP
- M++
- MAGIC - See eDeveloper
- Magma
- Maple
- Mary
- Mathematica
- MATLAB
- MaxScript
- Mercury
- Mesa
- METAL
- Microcode
- MicroScript
- MIMIC
- Miranda
- Miva
- ML
- Moby
- MODCAP
- Modula
- Modula-2
- Modula-3
- Mondrian
- Mortran
- Moto
- Mouse
- MSIL - Deprecated name for Common Intermediate Language
- MUMPS

## N
- Napier
- Natural
- Nemerle
- NESL
- NGL
- Nial
- Nice
- Nickle
- NodeJS
- Nosica

## O
- o:XML
- Oberon
- Objective Modula-2
- Object Pascal
- Objective-C
- Objective Caml
- Obliq
- occam
- occam-π
- Opal
- Open programming language
- OPS5
- Organiser Programming Language (OPL) - cf. Psion Organiser
- Oz

## P
- Pascal
  - Free Pascal
  - IP Pascal
  - Object Pascal - vezi și Delphi
  - Turbo Pascal
  - Virtual Pascal
- Pawn
- PBASIC
- Perl
  - Perl Data Language
- PHP
- Pico
- Pike
- PILOT
- Pizza
- PL 11
- PL/0
- PL/B
- PL/C
- PL/I
- PL/M
- PL/SQL
- Plankalkül
- Pliant
- POP-11
- Poplog
- PORTRAN
- PostScript
- POV-Ray
- Processing
- Prograph
- Progress 4GL
- Prolog
  - Turbo Prolog
- Proteus
- PSpice
- Python

## Q
- Q
- QuakeC
- QML
- QPL

## R
- R
- R++
- Rascal
- Ratfiv
- Ratfor
- RBScript
- rc
- REALbasic
- REBOL
- Red - Rejected prototype for Ada
- Redcode
- REFAL
- Report Program Generator (RPG)
- Revolution
- REXX
- Rigal
- Rlab
- Robot Scripting Language (RSL)
- Ruby

## S
- S
- S2
- S-Lang
- SAIL
- SAKO
- SAM76
- SAS
- Sather
- Scala
- SCAR
- Scheme
- Scriptol
- Sed
- Seed7
- Self - Also written "SELF"
- SETL
- SIGNAL
- SIMSCRIPT
- Simula
- SISAL
- SkRIPT
- Slate
- SLIP
- SMALL Machine Algol Like Language
- Small
- Smalltalk
- Snobol
  - SPITBOL
- Snowball
- SPARK
- SP/k
- Spreadsheets
- SQL
- Squeak
- SR
- SSL
- Standard ML
- Subtext
- SuperCollider
- Swift
- SyncCharts
- Synergy/DE

## T
- T
- TACL
- TACPOL
- TADS
- Transaction Application Language
- Tcl/TK
- teco
- TELCOMP
- Telon
- Tempo
- Titanium
- TI-Basic
- Today
- Tom
- tpu
- Trac
- TTCN
- Turing
- TUTOR
- Tutorial D
- TXL
- TypeScript

## U
- Ubercode
- Ultra 32
- Unicon
- UnrealScript
- Unified Modeling Language(UML)

## V
- Verilog - Un limbaj de descriere hardwareului
- VHDL - Un limbaj de descriere a hardwareului
- Visual DataFlex
- Visual DialogScript
- Visual FoxPro
- Visual Objects
- Visual Basic
- VBScript
- Visual Basic .NET

## W
- Water
- Winbatch
- Whitespace

## X
- XOTcl
- XPL
- xHarbour
- XUL
- XBL
- xbScript - Also xBaseScript
- XML - un limbaj de marcare
- XHTML
- XSLT - See XPath
- XL

## Y
- YAFL
- Yellow - Prototip respins pentru Ada
- Yorick

## Z
- Notația Z - Un limbaj de specificare a programelor, asemănător cu UML.
- ZPL
- ZZT-oop
- ZOPL
- ZUG

- Forma normală Greibach